# Pietro Corradini
Pietro Corradini dit Pietro da Mogliano (Mogliano 1435 - Fermo 1425 juillet 1490) était un  prêtre catholique italien, il professa dans l' Ordre des Frères Mineurs . Corradini a occupé plusieurs postes de direction au sein de son ordre, ce qui l'a amené à entrer en contact avec des gens comme Jacques de la Marche et Camilla Battista da Varano - il était son confesseur et directeur spirituel - tout en étant à son tour une figure bien connue en raison de ses manières douces. nature et pour ses capacités de prédication.
Sa béatification reçut l'approbation du Pape Clément XIII le 10 août 1760. Il est fêté le 25 juillet.

## La vie
Pietro Corradini est né en 1435 à Macerata dans une grande maison.
Il eut une vision en 1448 dans laquelle il fut témoin du monde en ruines bien qu'il fût sauvé grâce à un seul moine. Il a étudié le droit à Pérouse où il a obtenu un doctorat en études juridiques en 1464. Son chemin semblait destiné à la profession juridique, bien qu'en 1467 il assista à un sermon présidé par un moine populaire, puis s'approcha de lui et demanda à être admis comme franciscain. Corradini a rejoint l' Ordre des Frères Mineurs en 1467 et a ensuite été ordonné prêtre . Il est devenu un peu un prédicateur itinérant dans la région des Marches et a ensuite été envoyé en Crète où il a servi comme commissaire de l'ordre en 1472 tout en servant comme conseiller et collaborateur de Jacques de la Marche qui a choisi Corradini pour être son protégé après avoir constaté les vertus du prêtre.
Corradini était également l'amie ainsi que le confesseur et le directeur spirituel de Camilla Battista da Varano et était également un guide spirituel de son père. Corradini a également prêché à un moment des croisades contre l' Empire ottoman et a servi à trois reprises comme provincial franciscain pour la région des Marches; son premier fut en 1477 suivi de nominations en 1483 et 1489. Il a même servi comme représentant franciscain à Rome en 1474.
Il mourut après une brève maladie associée à une fièvre violente juste après minuit le 25 juillet 1490. Il s'était senti mal à Camerino si pressé pour obtenir le Viatique avant de mourir. Les cloches du Te Deum pendant les offices de minuit ont sonné quand il est mort. Da Varano a pris la parole lors de ses funérailles.

## Béatification
Le processus de béatification a commencé peu de temps après la mort du prêtre et a culminé le 10 août 1760 après que le pape Clément XIII a publié un décret formel approuvant le `` culte '' local de Corradini - ou la vénération populaire - approuvant ainsi la béatification elle-même.